# 沈兆霖
沈 兆霖（しん ちょうりん、Shen Zhaolin、1801年 - 1862年）は、清末の官僚。字は尺生、号は朗亭または子滎。浙江省銭塘出身。
道光16年（1836年）に進士になり、翰林院編修となった。咸豊2年（1852年）に吏部侍郎に抜擢され、江西学政となった。翌3年（1853年）、太平天国軍が武昌から九江に侵攻した時は南昌へ援軍に駆けつけた。その後も度々江西省・安徽省の軍事について上奏し、多くが容れられた。
咸豊9年（1859年）、左都御史に昇進。翌10年（1860年）、兵部尚書としてアロー戦争で徹底抗戦を主張した。和議がなると戸部尚書に遷り、咸豊11年（1861年）に発生した辛酉政変で西太后・東太后・恭親王奕訢らを支持、同治帝が即位すると軍機大臣上行走となった。同治元年（1862年）に陝甘総督代理となり、西寧のサラール族の反乱を鎮圧した。同年死去。太子太保と文忠の諡号が贈られた。
経学・史学に通じ、詩・篆刻などを善くした。著作に『沈文忠公集』『広印人伝』がある。